# Mali Dolfin
Koordinati:   44°41′23″N, 14°41′33″E
Mali Dolfin je majhen nenaseljen otoček v Kvarnerju (Hrvaška).
Otoček leži zahodno od najsevernejšega dela otoka Paga, nasproti zaselka Tovarnele. Od sosednjega otočka Dolfina, ki leži zahodno je oddaljen 0,2 km. Njegova površina meri 0,014 km². Dolžina obalnega pasu je 0,47 km. 